# 内藤家 (信成系)
内藤家（ないとうけ）は、戦国期に三河国松平氏家臣だった内藤清長の養子内藤信成を家祖とし、江戸時代には譜代大名の棚倉藩主家、ついで村上藩主家、明治維新後華族の子爵家に列せられた家である。

## 歴史

### 家祖・内藤信成
永禄6年（1563年）の三河一向一揆との戦いの功績により、三河国中島の600石を与えられる。養父・清長の家督は家長がこれを継ぎ、養子の信成は別に家を興した（「寛政譜」新訂185頁）。信成は徳川家康の異腹の弟であるとの説があり、それゆえ松平氏庶流と考えることもできる。しかし「寛永諸家系図伝」「寛政重修諸家譜」ともにこの説を採らず、清長とその実子である内藤家長によって継承された内藤家と同じく「藤原氏（秀郷流）」として扱っている
信成は天正18年（1590年）に家康が三河から関東へ移封された際に伊豆国1万石をあたえられて韮山城を居所とし、さらに慶長6年（1601年）には4万石に加増されて駿府城主となる。慶長8年（1603年）従五位下豊前守に叙任された後、慶長11年（1606年）采地を改められ、近江国4万石を領して長浜城主となった。

### 棚倉藩時代
慶長17年（1612年）に信成が死去し、子の内藤信正が家督を継いで近江長浜藩の藩主となる。同20年、摂津高槻藩に移封され、高槻城を居所とした。元和3年（1617年）に伏見城城代となり、同5年（1619年）秋7月には大坂城代となる。寛永3年（1626年）の信正の逝去を受けて嗣子の内藤信照が後を継ぎ、同4年に陸奥棚倉藩5万石に移封となった。
棚倉城に移った信照は自藩の検地を行なって藩の基礎を固め、また子の内藤信良の代には領内を流れる久慈川を利用した水運計画が建議された。しかし寛文12年（1672年）の大火や、数度にわたる飢饉（万治4・1661年など）などから、藩は「御家中無尽金を御借りなられ」といった状況となる。棚倉藩第3代藩主・内藤弌信は元禄2年（1689年）から松波勘十郎を登用して藩政の改革を目指し、農地からの収益拡大をはかった。しかしその苛酷な政策のために領民からは松波の更迭を求める訴えが起こった。その後勘十郎は水戸藩での一揆の責を問われて処刑されたと伝えられている。
宝永2年（1705年）に駿河田中藩へ移封、後に所領の一部を備中、摂津、河内に分散せられたが、享保5年（1720年）越後村上藩に転じ、同10年、信良の実子・内藤信輝がその家督を継承した。

### 幕末の村上藩主として
幕末の第7代藩主・内藤信親（信思）は京都所司代、西丸老中を経て、嘉永4年より本丸付老中を務めた。元治元年（1864年）信濃岩村田藩内藤家から養子として迎えられた内藤信民に家督を譲る。
慶応4年1月の鳥羽伏見の戦いで旧幕府軍が敗退すると、朝廷より村上藩に対し、北陸鎮撫総督高倉永祜の指揮下に入り、越後諸藩と共に会津藩征伐に従軍するよう勅命が下った。しかしこれをめぐって、村上藩内は旧幕府軍派の主戦派と官軍派の恭順派に藩論が分裂、前当主の信思は勅命に恭順するよう信民を説得したが、藩士の間では主戦派の方が多く、若い信民は彼らを抑えきれなかった。
このため村上藩は、家老鳥居三十郎の主導で5月3日に奥羽列藩同盟に加担して越後国長岡藩に援軍を派兵するも、官軍に敗北を喫した。その後も主戦派が鶴岡藩と共に官軍に抗している中、信民は自害したと伝わる。
藩主不在のまま家老の鳥居らは、8月11日に官軍が村上藩に進攻すると村上城を自焼して庄内藩へ逃亡していった。
しかし信民の死後、信思の養嗣子に入った内藤信美は、政府に恭順の意を示し、官軍に従軍して庄内藩征伐に参加した。
そのため、戦後処分においては、家老の鳥居が反逆の首謀者として死罪の判決を受ける一方、内藤家には処分は及ばなかった。

### 明治以降
最後の村上藩主・内藤信美は、明治2年（1869年）の版籍奉還で華族に列するとともに村上藩知事に任じられ、明治4年（1871年）7月14日の廃藩置県に伴う罷免まで藩知事を務めた。
廃藩置県の際に定められた家禄は2948石。明治9年の金禄公債証書発行条例に基づき家禄の代わりに支給された金禄公債の額は、6万2020円80銭2厘（華族受給者中107位）。
明治12年10月16日に信美が隠居し、信思の次男信任が家督相続。
明治前期の信任の住居は東京府日本橋区浜町にあった。当時の家令は、山口直矢、広瀬隼太。
明治17年（1884年）に制定された華族令により華族が五爵制になると、信任は、旧小藩知事として子爵に叙された。
大正14年1月20日に信任が死去した後、富山前田伯爵家の前田利聲五男信利が養子として爵位と家督を相続。彼は海軍主計少将だった。彼の代の昭和前期に内藤子爵家の住居は、東京市中野区高根町にあった。

## 内藤家歴代当主肖像画
「内藤家歴代当主肖像画」は、村上城主内藤家の家祖信成から10代当主信敦までの歴代当主を描いた10枚の肖像画である。内藤家を祀る新潟県村上市の藤基神社の御神宝として秘匿されてきたが、その重要性から令和2年（2020年）7月に初めて一般公開された。絵画として優品で、かつ10点もの肖像画が長期間にわたり離散せず現存している例は非常に珍しいものとして、村上市文化財に指定された。
歴代肖像画のうち8代から10代の3枚は過去に絵が剥がされたと伝えられ、白紙の状態で保管されていたが、8代、9代の2枚の白紙を剥がしたところ、下から新たな肖像画が発見され大きな話題となった。令和2年に残るすべてについて東京文化財研究所が光学調査を実施したところ、10代の白紙の下と7代の絵の下にもさらに肖像画が隠されていることが判明した。